# Gustav Sule
Gustav Sule (Estonia, 10 de septiembre de 1910-3 de abril de 1941) fue un atleta estonio especializado en la prueba de lanzamiento de jabalina, en la que consiguió ser medallista de bronce europeo en 1938.

## Carrera deportiva
En el Campeonato Europeo de Atletismo de 1934 ganó la medalla de bronce en el lanzamiento de jabalina, llegando hasta los 69.31 metros, tras los finlandeses Matti Järvinen que batió el récord del mundo con 76.66 metros, y Matti Sippala (plata).